# Arnaud Gèze
Pour les articles homonymes, voir Gèze (homonymie).
Arnaud Gèze, né le 9 mai 1913 à Toulouse et décédé le 25 août 1944 lors de la libération de Marseille, est un capitaine d'artillerie mort pour la France lors de la progression du 7e régiment de tirailleurs algériens. Il reçoit la Légion d'honneur à titre posthume et la municipalité de Marseille donne son nom à un boulevard et à une station de métro.

## Biographie

### Famille et engagement dans l'armée
Arnaud Gèze naît à Toulouse dans une famille à vocation militaire ; ses parents Henri, officier d’artillerie, et Marguerite, née Mahuziès, ont sept enfants. Arnaud Gèze est marié et père de quatre enfants.
Arnaud Gèze s'engage à 18 ans au 75e régiment d'artillerie où il devient sous-officier. Admis à l'École de l'Artillerie en septembre 1936, il en sort sous-lieutenant un an plus tard et rejoint le 103e régiment d'artillerie[réf. souhaitée]. 

### Seconde Guerre mondiale

#### Campagne de France
Affecté  au 101e régiment d'artillerie de campagne à la mobilisation, il est nommé lieutenant et se voit confier le commandement d'une batterie de 105 mm long. Pendant la campagne de France, il se fait remarquer[réf. souhaitée] par son allant et est cité à deux reprises à l'ordre du régiment, puis à celui de la division le 12 juillet 1940[réf. souhaitée].

#### Campagne d'Afrique et d'Italie
Après un bref séjour dans les rangs du 72e régiment d'artillerie, il rejoint le 67e régiment d'artillerie d'Afrique en Algérie, à Constantine, le 11 novembre 1940. Il y sert comme officier de tir à la 5e batterie, puis commande la 2e batterie à la tête de laquelle il participe, entre 1942 et 1944, aux campagnes de Tunisie puis d'Italie avec la 3e division d'Infanterie Algérienne (3e DIA) du général de Monsabert.
Il fait preuve en maintes circonstances de sang froid et de courage pour remplir au plus près ses missions au profit des bataillons de tirailleurs[réf. souhaitée]. 

#### Libération de Marseille
Le 18 août 1944, il débarque à Saint-Tropez et retrouve le sol français.
Le 25 août 1944, alors que, d'un observatoire de fortune dans le quartier du Canet à Marseille, il procède à la mise en place des tirs pour appuyer la progression du 3e bataillon du 7e régiment de tirailleurs algériens, il est mortellement touché ainsi que son chef de bataillon Finat-Duclos par un éclat d'obus de 88 mm allemand tiré à bout portant,.

## Récompenses
- : Chevalier de la Légion d'Honneur à titre posthume.
- : Croix de Guerre 39-40 avec palme.

## Reconnaissance

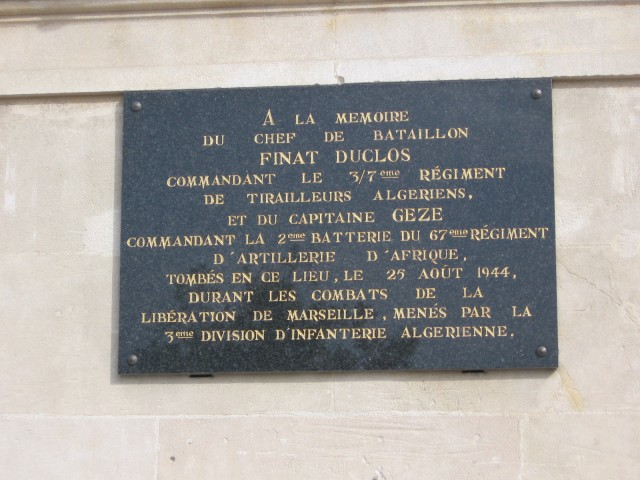
Plaque commémorative posée sur le mur de l'entrée principale de la gare de Marseille

Dans les années 1950, son nom est donné à un boulevard à l'est de Marseille. Une station de métro se nommant Capitaine Gèze  a été inaugurée le 16 décembre 2019.